# برونو سنا
برونو سنا (پرتغالی: Bruno Senna؛ زادهٔ ۱۵ اکتبر ۱۹۸۳) اتومبیل‌ران فرمول ۱ اهل برزیل است، وی از سال ۲۰۱۰ تا ۲۰۱۲ در مسابقات فرمول یک شرکت کرده است.